# Ligi Kuu Bara 2024-2025
La Ligi Kuu Bara 2024-2025, anche nota come NBC Premier League 2024-2025 per ragioni di sponsorizzazione, è stata la 60ª edizione della massima serie del campionato di calcio della Tanzania, dalla sua fondazione nel 1965. La stagione è iniziata il 16 agosto 2024 e si è conclusa il 25 giugno 2025.
Lo Young Africans era la squadra campione in carica e si è riconfermato, vincendo il suo ventiseiesimo titolo nazionale. 

## Stagione

### Novità
Dalla stagione precedente sono stati retrocessi Geita Gold e Mtibwa Sugar, ultime due classificate del campionato. Al loro posto, dalla Tanzania Championship League sono state promosse KenGold e Pamba, prime due classificate del campionato.

### Formula
Le 16 squadre partecipanti giocano un girone all'italiana con partite di andata e ritorno, per un totale di 30 giornate. Al termine della stagione, la squadra prima classificata è campione della Tanzania e si qualifica per la CAF Champions League 2025-2026 insieme con la seconda, mentre la terza classificata si qualifica per la Coppa della Confederazione CAF 2025-2026.
Le ultime due classificate sono automaticamente retrocesse in Tanzania Championship League, mentre terzultima e quartultima giocano degli spareggi promozione/retrocessione con una squadra di Championship League per un posto in Ligi Kuu Bara.

## Squadre partecipanti
| Squadra          | Città         | Stagione precedente          |
| ---------------- | ------------- | ---------------------------- |
| Azam             | Dar es Salaam | 2° in Ligi Kuu Bara          |
| Coastal Union    | Tanga         | 4° in Ligi Kuu Bara          |
| Dodoma Jiji      | Dodoma        | 12° in Ligi Kuu Bara         |
| Ihefu            | Mbeya         | 7° in Ligi Kuu Bara          |
| JKT Tanzania     | Karatu        | 13° in Ligi Kuu Bara         |
| Kagera Sugar     | Bukoba        | 10° in Ligi Kuu Bara         |
| KenGold          | Mbeya         | Tanzania Championship League |
| KMC              | Dar es Salaam | 5° in Ligi Kuu Bara          |
| Mashujaa         | Kigoma        | 8° in Ligi Kuu Bara          |
| Namungo          | Ruangwa       | 6° in Ligi Kuu Bara          |
| Pamba            | Mwanza        | Tanzania Championship League |
| Simba            | Dar es Salaam | 3° in Ligi Kuu Bara          |
| Singida Utd      | Singida       | 11° in Ligi Kuu Bara         |
| Tabora United    | Tabora        | 14° in Ligi Kuu Bara         |
| Tanzania Prisons | Mbeya         | 9° in Ligi Kuu Bara          |
| Young Africans   | Dar es Salaam | Campione di Tanzania         |

## Classifica
|                     | Pos. | Squadra          | Pt | G  | V  | N  | P  | GF | GS | DR  |
| ------------------- | ---- | ---------------- | -- | -- | -- | -- | -- | -- | -- | --- |
| Tanzania (bandiera) | 1.   | Young Africans   | 82 | 30 | 27 | 1  | 2  | 83 | 10 | +73 |
|                     | 2.   | Simba            | 78 | 30 | 25 | 3  | 2  | 69 | 13 | +56 |
|                     | 3.   | Azam             | 63 | 30 | 19 | 6  | 5  | 56 | 19 | +37 |
|                     | 4.   | Singida Utd      | 57 | 30 | 17 | 6  | 7  | 45 | 26 | +19 |
|                     | 5.   | Tabora United    | 38 | 30 | 10 | 8  | 12 | 28 | 45 | -17 |
|                     | 6.   | JKT Tanzania     | 36 | 30 | 8  | 12 | 10 | 27 | 27 | +0  |
|                     | 7.   | Mashujaa         | 35 | 30 | 8  | 11 | 11 | 29 | 33 | -4  |
|                     | 8.   | Coastal Union    | 35 | 30 | 8  | 11 | 11 | 26 | 31 | -5  |
|                     | 9.   | Namungo          | 35 | 30 | 9  | 8  | 13 | 28 | 36 | -8  |
|                     | 10.  | KMC              | 35 | 30 | 9  | 8  | 13 | 26 | 43 | -17 |
|                     | 11.  | Pamba            | 34 | 30 | 8  | 10 | 12 | 22 | 33 | -11 |
|                     | 12.  | Dodoma Jiji      | 34 | 30 | 9  | 7  | 14 | 31 | 49 | -18 |
|                     | 13.  | Tanzania Prisons | 31 | 30 | 8  | 7  | 15 | 26 | 46 | -20 |
|                     | 14.  | Ihefu            | 29 | 30 | 8  | 5  | 17 | 35 | 58 | -26 |
|                     | 15.  | Kagera Sugar     | 23 | 30 | 5  | 8  | 17 | 22 | 41 | -19 |
|                     | 16.  | KenGold          | 16 | 30 | 3  | 7  | 20 | 22 | 62 | -40 |

Legenda
      Campione della Tanzania e ammessa alla CAF Champions League 2025-2026.
      Ammessa alla CAF Champions League 2025-2026.
      Ammessa alla Coppa della Confederazione CAF 2025-2026.
 Ammessa ai play-off promozione/retrocessione.
      Retrocessa in Tanzania Championship League 2025-2026.
Note:
Tre punti a vittoria, uno a pareggio, zero a sconfitta.